# Nome in codice NATO
Con l'accezione generica di nome in codice NATO (o semplicemente nomenclatura NATO / codice NATO) si indicano i nomi in codice adottati dai Paesi del Patto Atlantico durante la guerra fredda per designare l'equipaggiamento e i mezzi militari delle nazioni aderenti al Patto di Varsavia e di altri Stati come Cina e Corea del Nord. È utilizzato correntemente per indicare modelli di aeromobile, tipi di missile e classi di sommergibile in modo univoco e con parole facili da pronunciare in inglese.
L'insieme di questi nomi in codice è dato da diverse classificazioni, non definite dalla NATO o da organizzazioni a essa correlate, ma dallo Air Standardization Coordinating Committee, e dal Dipartimento della difesa degli Stati Uniti d'America.

## Origine e diffusione
Lo ASCC, Air Standardization Coordinating Committee (Comitato per l'omologazione e il coordinamento aeronautico), è un organismo, di cui fanno parte Australia, Canada, Nuova Zelanda, Regno Unito e gli Stati Uniti d'America, mirante a omologare e coordinare i nomi aeronautici dei paesi membri. In particolare lo ASCC è conosciuto per i nomi in codice assegnati ad apparecchiature militari originarie dei Paesi esterni alla coalizione, come per esempio l'Unione Sovietica e la Cina. Queste designazioni erano create allo scopo di facilitare l'individuazione, ad esempio di aeroplani i cui nomi non erano ancora noti in occidente, e le comunicazioni tra unità che parlavano lingue diverse.
In Unione Sovietica di solito non venivano assegnati nomi ufficiali agli aerei militari, cosa invece abbastanza comune in Occidente. Esistevano però soprannomi non ufficiali dati dal personale di reparto. In genere i piloti del blocco orientale non hanno mai utilizzato le designazioni ASCC (né tantomeno le loro traduzioni) in quanto questi rappresentavano la designazione data dalle forze nemiche, tra l'altro diventavano note molto tempo dopo l'introduzione in servizio dei mezzi, quando cioè i soprannomi locali erano già entrati nell'uso comune. Un altro aspetto riguarda i significati dei nomi NATO che spesso risultano poco appropriati o dispregiativi. Inoltre, per alcuni nomi, non esiste un vero e proprio significato traducibile, oppure i significati possono essere molteplici. In alcuni casi però, e in particolare con la caduta della cortina di ferro, alcuni nomi ASCC vennero trovati appropriati e alla fine divennero popolari anche in Russia. Tra questi vale la pena citare il MiG-29 Fulcrum, il Tu-95 Bear e il Su-27, noto con il soprannome di Flanker, fiancheggiatore. Tra gli altri mezzi si citano i sommergibili di classe Tifone (Typhoon), la designazione occidentale della classe Akula (Project 941, акула vuol dire pescecane in russo), immortalata nel film Caccia a Ottobre Rosso.
Il Dipartimento della difesa degli Stati Uniti spesso impiegava i nomi in codice ASCC anche nell'ambito della NATO.
L'assegnazione di nomi in codice si ricollega all'uso statunitense, durante la seconda guerra mondiale, di assegnare soprannomi ai velivoli giapponesi. Anche in questo caso la denominazione ufficiale era spesso sconosciuta, o se nota, poteva rappresentare difficoltà di pronuncia. Tipicamente come soprannomi ai velivoli, venivano utilizzati nomi di persona, come ad esempio Betty per il Mitsubishi G4M.
Al termine della seconda guerra mondiale, con l'emergere dell'URSS come nuova forza nemica, l'USAF cominciò ben presto a catalogare i nuovi velivoli sovietici. Si trattava della semplice assegnazione di un numero progressivo, man mano che venivano individuati nuovi velivoli. La catalogazione ebbe inizio con la parata aerea di Tušino in occasione della "Giornata delle Forze Aeree Sovietiche" del 18 agosto 1946, nonostante questa soluzione avesse poco o nulla di sistematico. Infatti un numero non consentiva di distinguere tra le diverse versioni di uno stesso velivolo, anzi lo stesso velivolo poteva essere identificato altre volte e quindi trovarsi assegnato più numeri. Il sistema venne quindi abbandonato e sostituito con una nuova convenzione gestita dal Air Standardization Coordinating Committee, che utilizzava parole anziché numeri e consentiva una classificazione di massima del tipo di velivolo. A questa convenzione, prettamente aeronautica, si affiancarono via via altre designazioni in codice per i mezzi militari di oltrecortina, tutte quante indicate genericamente come "nome in codice NATO".

### Espansioni del Dipartimento difesa USA (USDD)
Il Dipartimento della difesa degli Stati Uniti (US DoD United States Department of Defense) utilizza dei suffissi aggiuntivi ai nomi in codice NATO, per meglio identificare la tipologia del missile. Questo suffisso a due lettere è seguito da un numero progressivo e precede il nome in codice NATO. Il suffisso prevede l'aggiunta della lettera N (dall'inglese Naval, navale) per identificare i sistemi missilistici imbarcati, distinguendoli da quelli basati a terra. Il nome in codice NATO non distingue infatti tra sistemi imbarcati (su navi o sottomarini) e quelli basati a terra, anche quando ci sono piccole differenze (o non esiste una vera e propria corrispondenza). Nel caso in cui, per una particolare versione, non ci sia corrispondenza e non esista un nome in codice NATO, il DoD introduce un nuovo nome.
- AA: per i missili aria-aria, dall'inglese Air-to-Air missile;
- AS: per i missili aria-superficie, dall'inglese Air-to-Surface missile;
- AT: per i missili anticarro, dall'inglese Anti-Tank guided missile;
- SA: per i missili terra-aria basati a terra, dall'inglese Surface-to-Air missile;
- SA-N: per i missili terra-aria imbarcati;
- SS: per i missili terra-terra, dall'inglese Surface-to-Surface;
- SS-N: per i missili superficie-superficie imbarcati;

Nel linguaggio parlato è d'uso comune aggiungere una M, per Missile (ad esempio SAM). Per missili di produzione cinese in genere si antepone una C alla sigla.

## Elenco dei nomi in codice

### Catalogo dell'aeronautica USA (USAF Catalog)
Dal 18 agosto 1946, data della parata aerea di Tušino in occasione della "Giornata delle Forze Aeree Sovietiche", l'aeronautica statunitense incominciò a catalogare gli aeroplani sovietici con il nome "tipo" seguito da un numero progressivo. Questo sistema di designazione era assai scomodo e venne abbandonato nel 1955.
Type 1 - Mikoyan-Gurevich MiG-9
Type 2 - Yakovlev Yak-15
Type 3 - Lavochkin La-150
Type 4 - Lavochkin La-152
Type 5 - Lavochkin La-156
Type 6 - Lavochkin La-160
Type 7 - Yakovlev Yak-19
Type 8 - Sukhoi Su-9 (1946) anche detto K
Type 9 - Tupolev Tu-12
Type 10 - Ilyushin Il-22
Type 11 - Mikoyan-Gurevich I-270
Type 12 - Tupolev Tu-73
Type 13 - in aeronautica, gli anglosassoni non usano mai il 13 per motivi legati alla superstizione. Secondo Helge Bergander assegnato allo Yakovlev Yak-25 (1947)
Type 14 - Mikoyan-Gurevich MiG-15
Type 15 - Lavochkin La-15
Type 16 - Yakovlev Yak-17
Type 17 - Sukhoi LK anche detto Sukhoi Su-11. Secondo Helge Bergander assegnato al Tupolev Tu-82
Type 18 - Sukhoi R anche detto Sukhoi Su-15. Secondo Helge Bergander assegnato al Mikoyan-Gurevich I-320
Type 19 - Mikoyan-Gurevich KS-1. Secondo Helge Bergander assegnato al Mikoyan SP-1 (MiG-15P)
Type 20 - Mikoyan-Gurevich MiG-17. Secondo Helge Bergander assegnato allo Yakovlev Yak-30 (1948)
Type 21 - Lavochkin La-15
Type 22 - Tupolev Tu-2R. Secondo Helge Bergander assegnato allo Antonov An-2
Type 23 - Sukhoi Su-12
Type 24 - Yakovlev Yak-24. Secondo Helge Bergander assegnato allo Yakovlev Yak-14
Type 25 - Tsybin Ts-25
Type 26 - Yakovlev Yak-17UTI
Type 27 - Ilyushin Il-28
Type 28 - Yakovlev Yak-23
Type 29 - Mikoyan-Gurevich MiG-15
Type 30 - Ilyushin Il-28
Type 31 - Tupolev Tu-85
Type 32 - Mil Mi-1
Type 33 - Beriev Be-8
Type 34 - Beriev Be-6
Type 35 - Tupolev Tu-14
Type 36 - Mil Mi-4
Type 37 - Myasishchev M-4
Type 38 - Yakovlev Yak-24
Type 39 - Tupolev Tu-16
Type 40 - Tupolev Tu-95

### Nomi in codice ASCC
Nel 1955, a causa della limitata praticità del sistema numerale, si adottò un nuovo sistema per designare gli aeroplani. Innanzitutto si adottarono nomi di fantasia, la cui iniziale doveva chiarificare il compito dell'apparecchio. Infatti i nomi che cominciano con A designano un missile aria-aria, con B un bombardiere (bomber in inglese), con C un aereo da trasporto (cargo appunto), con F un caccia (fighter), con G un missile terra-aria, con H un elicottero (helicopter), con K un missile aria-superficie, con M un aeroplano con compiti diversi dai precedenti (miscellaneous) e infine con S un missile superficie-superficie. Inoltre i nomi monosillabici indicavano un aeromobile con propulsori a elica, viceversa un aeromobile con propulsore a getto. Per distinguere le diverse versioni si aggiungeva come suffisso una lettera, ad esempio per il prototipo del Su-27, il T-10, si adottava la designazione Flanker-A, per l'aereo di serie Flanker-B. Si veda la voce corrispondente al singolo aeromobile per le varie versioni.

#### Missili aria-aria
| Codice US DoD | Codice ASCC | Traduzione letterale           | Denominazione originale               |
| ------------- | ----------- | ------------------------------ | ------------------------------------- |
| AA-1          | Alkali      | alcalino                       | Grushin/Tomashevitch RS-1, RS-2, R-55 |
| AA-2          | Atoll       | atollo                         | Vympel R-3, R-13                      |
| AA-3          | Anab        | Anab (città biblica)           | Bisnovat R-8, R-30, R-98              |
| AA-4          | Awl         | punzone                        | Mikoyan R-9                           |
| AA-5          | Ash         | cenere                         | Bisnovat R-4                          |
| AA-6          | Acrid       | acre                           | Bisnovat R-40, R-46                   |
| AA-7          | Apex        | apice                          | Vympel R-23, R-24                     |
| AA-8          | Aphid       | afide                          | Bisnovat R-60                         |
| AA-9          | Amos        | Amos (nome di persona)         | Vympel R-33                           |
| AA-10         | Alamo       | Alamo (nome di varie località) | Vympel R-27                           |
| AA-11         | Archer      | arciere                        | Molniya R-72, R-73                    |
| AA-12         | Adder       | vipera                         | Vympel R-77                           |
| AA-X-13       | Arrow       | freccia                        | Vympel R-37                           |

#### Missili aria-superficie
| Codice US DoD | Codice ASCC         | Traduzione letterale    | Denominazione originale                  |
| ------------- | ------------------- | ----------------------- | ---------------------------------------- |
| AS-1          | Kennel              | canile                  | Mikoyan KS-1 Kometa                      |
| AS-2          | Kipper              | aringa affumicata       | Mikoyan Kh-10S Yen                       |
| AS-3          | Kangaroo            | canguro                 | Kh-20                                    |
| AS-4          | Kitchen             | cucina                  | Raduga Kh-22 Burya                       |
| AS-5          | Kelt                | celtico                 | Kh-11, KSR-2, KSR-2P, KSR-2M             |
| AS-6          | Kingfish Kingfisher | martin pescatore        | Raduga Kh-26, KSR-5, KSR-11              |
| AS-7          | Kerry               | Contea di Kerry         | Zvezda Kh-23 Grom, Kh-23M, Kh-23L        |
| AS-8          | -                   | -                       | 9M114V Shturm-V                          |
| AS-9          | Kyle                | Kyle (nome di persona)  | Kh-28                                    |
| AS-10         | Karen               | Karen (nome di persona) | Kh 25T, Kh 25L, Kh 25ML                  |
| AS-11         | Kilter              | buone condizioni        | Zvezda Kh-58                             |
| AS-12         | Kegler              | giocatore di bowling    | Kh-25MR, Kh-25MP                         |
| AS-13         | Kingbolt Kingpost   | perno monaco            | Zvezda Kh-59 Ovod                        |
| AS-14         | Kedge               | ancorotto               | Kh-29L, Kh-29T, Kh-29TE                  |
| AS-15         | Kent                | Kent (contea)           | Raduga Kh-55, RKV-500, RKV-500B, Kh-55SM |
| AS-16         | Kickback            | contrattacco            | Kh-15                                    |
| AS-17         | Krypton             | Krypton                 | Zvezda Kh-31, Kh-35                      |
| AS-18         | Kazoo               | kazoo                   | Kh-59M                                   |
| AS-X-19       | Koala               | koala                   | Raduga BL-10, 3M25A Meteorit             |
| AS-20         | Kayak               | kayak                   | Kh-35, Kh-37 Uran                        |
| AS-X-21       | -                   | -                       | Kh-90 Gela                               |

#### Missili superficie-aria
| Codice US DoD | Codice ASCC | Traduzione letterale          | Denominazione originale    |
| ------------- | ----------- | ----------------------------- | -------------------------- |
| SA-1          | Guild       | gilda                         | Lavochkin S-25 Berkut      |
| SA-2          | Guideline   | linea guida                   | V-75 Dvina, Volkhov, Desna |
| SA-3          | Goa         |                               | S-125 Neva                 |
| SA-4          | Ganef       |                               | 9M8 Krug                   |
| SA-5          | Gammon      | prosciutto                    | S-200 Volga                |
| SA-6          | Gainful     | remunerativo                  | 3M9 ZRK-SD Kub e Kvadrat   |
| SA-7          | Grail       | graal                         | 9K32 Strela-2              |
| SA-8          | Gecko       | geco                          | 9K33 Osa                   |
| SA-9          | Gaskin      | gastrocnemio (muscolo equino) | 9K31 Strela-1              |
| SA-10         | Grumble     | brontolio                     | S-300P Angara              |
| SA-11         | Gadfly      | tafano                        | 9K37 Buk                   |
| SA-12         | Gladiator   | gladiatore                    | S-300V                     |
| SA-13         | Gopher      | citello                       | ZRK-BD Strela 10           |
| SA-14         | Gremlin     | gremlin                       | 9K36 Strela 3              |
| SA-15         | Gauntlet    | guanto d'arme                 | 9K330, 9K331, 9K332 Tor    |
| SA-16         | Gimlet      | succhiello                    | 9K310 Igla 1               |
| SA-17         | Grizzly     | orso grizzly                  | Vympel 9K38 Buk M1         |
| SA-18         | Grouse      | fagiano                       | Kolomna 9K38 Igla          |
| SA-19         | Grison      | grigione                      | 2K22 Tunguska              |
| SA-20         | Gargoyle    | gargolla                      | S-300PMU Favorit           |
| SA-21         | Growler     |                               | S-400 Triumf               |
| SA-22         | Greyhound   | levriero                      | Pantsir-S1                 |

#### Missili superficie-aria imbarcati
| Codice US DoD | Codice ASCC | Traduzione letterale | Denominazione originale   |
| ------------- | ----------- | -------------------- | ------------------------- |
| SA-N-1        | Goa         | scopo                | S-125 Neva                |
| SA-N-2        | Guideline   | linea guida          | V-75Dvina, Volkhov, Desna |
| SA-N-3        | Goblet      | boccale              | 4K60, 4K65 Sztorm         |
| SA-N-4        | Gecko       | geco                 | 9K33 Osa                  |
| SA-N-5        | Grail       | graal                | 9K32 Strela 2             |
| SA-N-6        | Grumble     | brontolio            | S-300P ANgara             |
| SA-N-7        | Gadfly      | estro                | 9K37 Buk                  |
| SA-N-8        | Gremlin     | gremlin              | 9K36 Strela 3             |
| SA-N-9        | Gauntlet    | guanto d'arme        | 9K330, 9K331, 9K332 Tor   |
| SA-N-10       | Grouse      | fagiano              | 9K38 Igla                 |
| SA-N-11       | Grison      | grigione             | 2K22 Tunguska             |
| SA-N-12       | Grizzly     | orso grizzly         | 9K38 Buk-M1               |
| SA-N-21       | Greyhound   | greyhound            | Pantsir-M                 |

#### Missili superficie-superficie
| Codice US DoD | Codice ASCC | Traduzione letterale            | Denominazione originale |
| ------------- | ----------- | ------------------------------- | ----------------------- |
| SS-1          | Scunner     | avversione                      | R-1                     |
| SS-1B/SS-1C   | Scud        | corsa                           | R-11, R-300 Elbrus      |
| SS-2          | Sibling     | sorellastra                     | R-2                     |
| SS-3          | Shyster     | imbroglione                     | R-5, R-5M               |
| SS-4          | Sandal      | sandalo                         | R-12                    |
| SS-5          | Skean       | skean (un pugnale irlandese)    | R-14                    |
| SS-6          | Sapwood     | alburno                         | R-7 Semërka             |
| SS-7          | Saddler     | sellaio                         | R-16                    |
| SS-8          | Sasin       | antilope cervicapra             | R-9, R-9A               |
| SS-9          | Scarp       | scarpata                        | R-36                    |
| SS-10         | Scrag       | individuo scheletrico           | UR-200                  |
| SS-11         | Sego        | bulbo del Calochortus nuttallii | UR-100                  |
| SS-12         | Scaleboard  | impiallacciatura                | 9M76                    |
| SS-13         | Savage      | selvaggio                       | RT-2                    |
| SS-14         | Scapegoat   | capro espiatorio                | RT-15                   |
| SS-14         | Scamp       | bricconcello                    | RT-15                   |
| SS-15         | Scrooge     | Scrooge o spilorcio             | RT-20                   |
| SS-16         | Sinner      | peccatore                       | 15Zh42                  |
| SS-17         | Spanker     | picchiatore                     | MR-UR-100               |
| SS-18         | Satan       | Satana                          | R-36M                   |
| SS-19         | Stiletto    | stiletto                        | UR-100N                 |
| SS-20         | Saber       | spada                           | RT-21M, 15Zh45          |
| SS-21         | Scarab      | scarabeo                        | 9M79                    |
| SS-22         | Scaleboard  | impiallacciatura                | 9M76                    |
| SS-23         | Spider      | ragno                           | 9M714                   |
| SS-24         | Scalpel     | bisturi                         | RT-23                   |
| SS-25         | Sickle      | falce                           | RT-2PM                  |
| SS-26         | Stone       | pietra                          | 9K720 Iskander-M        |
| SS-27         | Sickle B    | falce B                         | RT-2UTTH Topol M        |
| SS-27 Mod 2   | -           | -                               | RS-24 Yars              |
| SS-X-28       | Saber 2     | spada                           | 15Zh53                  |
| SS-29         | Sickle C    | falce C                         | RS-24 Yars              |
| SS-30         | Satan 2     |                                 | RS-28 Sarmat            |
| SS-X-31       | Sickle D    | falce D                         | RS-26 Rubež             |
| SS-X-32Zh     | Scalpel B   | scalpello B                     | Avangard                |
| SS-X-33       | Stone       | pietra                          | 9M730 Burevestnik       |

#### Missili superficie-superficie imbarcati
| Codice US DoD | Codice ASCC | Traduzione letterale            | Denominazione originale     |
| ------------- | ----------- | ------------------------------- | --------------------------- |
| SS-N-1        | Scrubber    | spazzolone                      | P-1                         |
| SS-N-2        | Styx        | Stige                           | 4K40, 4K51                  |
| SS-N-3        | Shaddock    |                                 | 4K95                        |
| SS-N-4        | Sark        |                                 | R-13                        |
| SS-N-5        | Serb        |                                 | R-21                        |
| SS-N-6        | Serb        |                                 | R-27                        |
| SS-N-7        | Starbright  | chiarore delle stelle           | 4M66                        |
| SS-N-8        | Sawfly      |                                 | R-29                        |
| SS-N-9        | Siren       | sirena                          | 4K85                        |
| SS-NX-10      |             |                                 |                             |
| SS-NX-11      |             |                                 |                             |
| SS-N-12       | Sandbox     | Scatola della sabbia (Lettiera) | 4K77, 4K80                  |
| SS-NX-13      |             |                                 | R-27K                       |
| SS-N-14       | Silex       |                                 | 83R, 84R, 85R               |
| SS-N-15       | Starfish    | stella di mare                  | 82R                         |
| SS-N-16       | Stallion    | stallone                        | 86R, 88R                    |
| SS-N-17       | Snipe       |                                 | R-31                        |
| SS-N-18       | Stingray    |                                 | R-29R                       |
| SS-N-19       | Shipwreck   | naufragio                       | 3M45                        |
| SS-N-20       | Sturgeon    | storione                        | R-39                        |
| SS-N-21       | Sampson     |                                 | RK-55                       |
| SS-N-22       | Sunburn     | bruciatura solare               | 3M80                        |
| SS-N-23       | Skiff       |                                 | R-29RM                      |
| SS-N-23a      | Skiff       |                                 | R-29RMU2 Sineva             |
| SS-NX-24      | Scorpion    | scorpione                       | 3M25 Metorit-M / P 750 Grom |
| SS-N-25       | Switchblade | Coltello a serramanico          | 3M24                        |
| SS-N-26       | Strobile    | Pigna                           | 3M55                        |
| SS-N-27       | Sizzler     |                                 | 3M54 Kalibr                 |
| SS-NX-28      |             |                                 | R-39M                       |
| SS-N-29       |             |                                 | 89R                         |
| SS-N-30A      | -           |                                 | 3M14 Kalibr                 |
| SS-N-32       | -           |                                 | R-30 Bulava                 |
| SS-N-33       | -           |                                 | 3M-22 Zircon                |

#### Missili superficie-superficie da difesa costiera
| Codice US DoD | Codice ASCC | Traduzione letterale | Denominazione originale |
| ------------- | ----------- | -------------------- | ----------------------- |
| SSC-1         | Sepal       |                      | 4К44B Redut             |
| SSC-2         | Samlet      |                      | 4К87 Sopska             |
| SSC-3         | Styx        |                      | 4K51 Rubež              |
| SSC-4         | Slingshot   |                      | RK-55 Relief            |
| SSC-X-5       | -           |                      | 3M25N Meteoirt-N        |
| SSC-5         | Stooge      |                      | 3K55 Bastion            |
| SSC-6         | Sennight    |                      | 3K60 Bal                |
| SSC-7         | Southraw    |                      | Iskander-K              |
| SSC-8         | Screwdriver |                      | 9M729                   |
| SSC-X-9       | Skyfall     |                      | 9M730 Burevestnik       |

#### Missili anticarro
| Codice US DoD | Codice ASCC | Traduzione letterale | Denominazione originale                                   |
| ------------- | ----------- | -------------------- | --------------------------------------------------------- |
| AT-1          | Snapper     | dentice              | 3М6 Шмель (shmel', calabrone)                             |
| AT-2          | Swatter     | schiacciamosche      | 3М11 Фаланга (falanga, un insetto, il gilippus rickmersi) |
| AT-3          | Sagger      | recipiente           | 9M14 Малютка (malyutka, bimbo (?))                        |
| AT-4          | Spigot      | rubinetto            | 9М111 Фагот (fagot, tumulo (?))                           |
| AT-5          | Spandrel    | parapetto            | 9М113 Конкурс (konkurs, competizione (?))                 |
| AT-6          | Spiral      | spirale              | 9М114 Штурм (shturm, assalto)                             |
| AT-7          | Saxhorn     | saxhorn              | 9М115 Метис (metis)                                       |
| AT-8          | Songster    | cantautore           | 9М112 Кобра (kobra, cobra)                                |
| AT-9          | Spiral 2    | spirale              | 9М120 Атака (ataka, attacco)                              |
| AT-10         | Stabber     | pugnalatore          | 9М117 Bастион (bastion)                                   |
| AT-11         | Sniper      | cecchino             | 9М119 Рефлекс (refleks, riflesso)                         |
| AT-12         | Swinger     | agitato              | 9М117-1 Шексна (sheksna)                                  |
| AT-13         | Saxhorn 2   | saxhorn              | 9М131 Метис 2 (metis 2)                                   |
| AT-14         | Spriggan    |                      | 9М133 Корнет (kornet)                                     |
| AT-15         | Springer    |                      | 9М123 Хризантема (khrizantema, crisantemo)                |
| AT-16         | Scallion    | scalogno             | 9A1472 Вихрь (Vikhr)                                      |

#### Bombardieri
| Codice ASCC           | Traduzione letterale   | Denominazione originale      |
| --------------------- | ---------------------- | ---------------------------- |
| Backfin               | pinna caudale          | Tupolev Tu-98                |
| Backfire              | ritorno di fiamma      | Tupolev Tu-22M               |
| Badger                | tasso                  | Tupolev Tu-88                |
| Bank                  | banca o sponda         | North American B-25          |
| Barge                 | chiatta                | Tupolev Tu-85                |
| Bark                  | corteccia o scorza     | Ilyushin Il-22               |
| Bat                   | pipistrello            | Tupolev Tu-2                 |
| Beagle                | segugio                | Ilyushin Il-28 od Harbin H-5 |
| Bear                  | orso                   | Tupolev Tu-95 o Tu-142       |
| Beast                 | bestia                 | Ilyushin Il-10               |
| Beauty (poi Blinder)  | bellezza               | Tupolev Tu-105               |
| Bison                 | bisonte                | Myasischev M-4 / M-6         |
| Blackjack             | fante di picche        | Tupolev Tu-160               |
| Blinder (ex Beauty)   | paraocchi              | Tupolev Tu-105               |
| Blowlamp              | saldatrice             | Ilyushin Il-54               |
| Bob                   | Bob                    | Ilyushin Il-4                |
| Boot                  | stivale o portabagagli | Tupolev Tu-91                |
| Bosun                 | nostromo               | Tupolev Tu-14                |
| Bounder               | mascalzone             | Myasishchev M-50 / M-52      |
| Box                   | scatola                | Douglas A-20                 |
| Brassard (poi Brewer) | fascia da braccio      | Yakovlev Yak-28              |
| Brawny                | nerboruto              | Ilyushin Il-40               |
| Brewer (ex Brassard)  | birraio                | Yakovlev Yak-28              |
| Buck                  | dollaro (colloquiale)  | Petlyakov Pe-2               |
| Bull                  | toro                   | Tupolev Tu-4                 |
| Butcher               | macellaio              | Tupolev Tu-82                |

#### Trasporto
| Codice ASCC | Traduzione letterale     | Denominazione originale                 |
| ----------- | ------------------------ | --------------------------------------- |
| Cab         | tassì                    | Lisunov Li-2 (DC-3 prodotto su licenza) |
| Camber      | campanatura              | Ilyushin Il-86                          |
| Camel       | cammello                 | Tupolev Tu-104                          |
| Camp        | accampamento             | Antonov An-8                            |
| Candid      | candido                  | Ilyushin Il-76                          |
| Careless    | incauto                  | Tupolev Tu-154                          |
| Cart        | carretto                 | Tupolev Tu-70                           |
| Cash        | contante                 | Antonov An-28                           |
| Cat         | gatto                    | Antonov An-10                           |
| Charger     | destriero                | Tupolev Tu-144                          |
| Clam        | mollusco bivalve         | Ilyushin Il-18 (1947)                   |
| Clank       | rumore secco e metallico | Antonov An-30                           |
| Classic     | classico                 | Ilyushin Il-62                          |
| Cleat       | bitta                    | Tupolev Tu-114                          |
| Cline       | clinale                  | Antonov An-32                           |
| Clobber     | indumento                | Yakovlev Yak-42                         |
| Clod        | zolla                    | Antonov An-14                           |
| Coach       | corriera                 | Ilyushin Il-12                          |
| Coaler      | carbonaio                | Antonov An-72 / 74                      |
| Cock        | rubinetto                | Antonov An-22                           |
| Codling     | merluzzetto              | Yakovlev Yak-40                         |
| Coke        | Coca Cola                | Antonov An-24                           |
| Colt        | puledro                  | Antonov An-2                            |
| Condor      | condor                   | Antonov An-124                          |
| Cooker      | tegame                   | Tupolev Tu-110                          |
| Cookpot     | pentola                  | Tupolev Tu-124                          |
| Coot        | folaga                   | Ilyushin Il-18 / 20 / 22 / 24           |
| Cork        | tappo (di sughero)       | Yakovlev Yak-16                         |
| Cossack     | cosacco                  | Antonov An-225                          |
| Crate       | cesto                    | Ilyushin Il-14                          |
| Creek       | torrente                 | Yakovlev Yak-12                         |
| Crib        | culla                    | Yakovlev Yak-6                          |
| Crow        | corvo                    | Yakovlev Yak-12                         |
| Crusty      | scontroso (o incrostato) | Tupolev Tu-134                          |
| Cub         | cucciolo                 | Antonov An-12                           |
| Cuff        | risvolto                 | Beriev Be-30 / 32                       |
| Curl        | ricciolo                 | Antonov An-26                           |

#### Caccia
| Codice ASCC       | Traduzione letterale                                          | Denominazione originale                           |
| ----------------- | ------------------------------------------------------------- | ------------------------------------------------- |
| Faceplate         | menabrida (disco del tornio)                                  | Mikoyan-Gurevich Ye-2                             |
| Fagot (ex Falcon) | fascina                                                       | Mikoyan-Gurevich MiG-15                           |
| Faithless         | senza fede                                                    | Mikoyan-Gurevich Ye-23                            |
| Fang              | zanna                                                         | Lavochkin La-11                                   |
| Fantail           | coda a ventaglio                                              | Lavochkin La-15                                   |
| Fantan            | Fan-Tan (un gioco cinese)                                     | Nanchang Q-5                                      |
| Fargo             | (una fabbrica di autocarri oppure il nome di varie città USA) | Mikoyan-Gurevich MiG-9                            |
| Farmer            | agricoltore                                                   | Mikoyan-Gurevich MiG-19 o J-6                     |
| Feather           | piuma                                                         | Yakovlev Yak-15 o Yakovlev Yak-17                 |
| Felon             | fellone                                                       | Sukhoi Su-57                                      |
| Fencer            | schermidore                                                   | Sukhoi Su-24                                      |
| Fiddler           | sviolinatore                                                  | Tupolev Tu-128                                    |
| Fin               | pinna                                                         | Lavochkin La-7                                    |
| Finback           | coda con pinna                                                | Shenyang J-8                                      |
| Firebar           | lingua di fuoco                                               | Yakovlev Yak-28P                                  |
| Firkin            | barilotto                                                     | Sukhoi Su-47                                      |
| Fishbed           | tana di pesce                                                 | Mikoyan-Gurevich MiG-21 o J-7                     |
| Fishpot           | recipiente per il pesce                                       | Sukhoi Su-9 / Sukhoi Su-11                        |
| Fitter            | montatore                                                     | Sukhoi Su-7 / Su-17 / Su-20 / Su-22               |
| Flagon            | caraffa                                                       | Sukhoi Su-15                                      |
| Flanker           | fiancheggiatore                                               | Sukhoi Su-27 / Su-30 / Su-32 / Su-34 / Su-35      |
| Flashlight        | lampo                                                         | Yakovlev Yak-25                                   |
| Flatpack          | pacco sottile                                                 | Mikoyan-Gurevich 1.44 / 1.42                      |
| Flipper           | flipper                                                       | Mikoyan-Gurevich Ye-152                           |
| Flogger           | fustigatore                                                   | Mikoyan-Gurevich MiG-23 o Mikoyan-Gurevich MiG-27 |
| Flora             | flora                                                         | Yakovlev Yak-23                                   |
| Forger            | fabbro                                                        | Yakovlev Yak-38                                   |
| Foxbat            | pipistrello-volpe                                             | Mikoyan-Gurevich MiG-25                           |
| Foxhound          | cane da caccia alla volpe                                     | Mikoyan-Gurevich MiG-31                           |
| Frank             | franco                                                        | Yakovlev Yak-9                                    |
| Fred              | Fred                                                          | Bell P-63                                         |
| Freehand          | mano libera                                                   | Yakovlev Yak-36                                   |
| Freestyle         | stile libero                                                  | Yakovlev Yak-141                                  |
| Fresco            | affresco                                                      | Mikoyan-Gurevich MiG-17 o Shenyang J-5            |
| Fritz             | soldato tedesco                                               | Lavochkin La-9                                    |
| Frogfoot          | piede di rana                                                 | Sukhoi Su-25 / Su-28 / Su-39                      |
| Frosty            | gelido                                                        | Tupolev Tu-10 (da verificare)                     |
| Fulcrum           | fulcro                                                        | Mikoyan-Gurevich MiG-29                           |
| Fullback          | portiere                                                      | Sukhoi Su-32/Su-34                                |
| Felon             | criminale                                                     | Sukhoi Su-57                                      |

#### Elicotteri
| Codice ASCC | Traduzione letterale                              | Denominazione originale                                   |
| ----------- | ------------------------------------------------- | --------------------------------------------------------- |
| Halo        | alone, aureola                                    | Mil Mi-26                                                 |
| Hare        | lepre, ma anche svanito, sventato                 | Mil Mi-1                                                  |
| Harke       | rastrello                                         | Mil Mi-10                                                 |
| Harp        | arpa, ma anche insistere                          | Kamov Ka-20                                               |
| Hat         | cappello, ma anche ruolo in teatro                | Kamov Ka-10                                               |
| Havoc       | disastro, strage                                  | Mil Mi-28                                                 |
| Haze        | foschia, ma anche stordimento                     | Mil Mi-14                                                 |
| Helix       | elica                                             | Kamov Ka-27 / Ka-28 / Ka-29 / Ka-31 / Ka-32               |
| Hen         | chioccia                                          | Kamov Ka-15                                               |
| Hermit      | eremita                                           | Mil Mi-34                                                 |
| Hind        | posteriore, dietro coscia, ma anche cervo femmina | Mil Mi-24 / Mi-25 / Mi-35                                 |
| Hip         | anca, fianco                                      | Mil Mi-8 / Mi-9 / Mi-13 / Mi-17 / Mi-19 / Mi-171 / Mi-172 |
| Hog         | porco, ma anche accaparrarsi                      | Kamov Ka-18                                               |
| Hokum       | stupidaggine, ma anche polpettone sentimentale    | Kamov Ka-50                                               |
| Homer       | Omero                                             | Mil Mi-12                                                 |
| Hoodlum     | teppista                                          | Kamov Ka-26 / Ka-126 / Ka-226                             |
| Hook        | gancio, ma anche rubare                           | Mil Mi-6                                                  |
| Hoop        | cerchio, cesto, ma anche urlo                     | Kamov Ka-22                                               |
| Hoplite     | oplita                                            | Mil Mi-2                                                  |
| Hormone     | ormone                                            | Kamov Ka-25                                               |
| Horse       | cavallo                                           | Yakovlev Yak-24                                           |
| Hound       | cane da caccia, ma anche perseguitare             | Mil Mi-4 o Z-5                                            |

#### Generici
| Codice ASCC | Traduzione letterale    | Denominazione originale             |
| ----------- | ----------------------- | ----------------------------------- |
| Madcap      | scervellato             | Antonov An-71                       |
| Madge       | gazza                   | Beriev Be-6                         |
| Maestro     | maestro                 | Yakovlev Yak-28U                    |
| Magnet      | magnete                 | Yakovlev Yak-17UTI                  |
| Magnum      | bottiglione             | Yakovlev Yak-30                     |
| Maiden      | vergine                 | Sukhoi Su-9U                        |
| Mail        | posta - cotta di maglia | Beriev Be-12                        |
| Mainstay    | appoggio                | Beriev A-50                         |
| Mallow      | malva                   | Beriev Be-10                        |
| Mandrake    | mandragora              | Yakovlev Yak-RV                     |
| Mangrove    | mangrovia               | Yakovlev Yak-25R / Yak-27R          |
| Mantis      | mantide                 | Yakovlev Yak-32                     |
| Mare        | giumenta                | Yakovlev Yak-14                     |
| Mark        | marchio                 | Yakovlev Yak-7U                     |
| Mascot      | mascotte                | Ilyushin Il-28U                     |
| Max         | Max                     | Yakovlev Yak-18 o CJ-5 / CJ-6       |
| Maxdome     |                         | Ilyushin Il-86WKP / Il-80           |
| May         | maggio                  | Ilyushin Il-38                      |
| Maya        | maia                    | Aero L-29                           |
| Mermaid     | sirena                  | Beriev Be-42                        |
| Midas       | Mida                    | Ilyushin Il-78                      |
| Midget      | nano                    | Mikoyan-Gurevich MiG-15UTI          |
| Mink        | visone                  | Yakovlev UT-2                       |
| Mist        | nebbia                  | Tsybin Ts-25                        |
| Mole        | talpa                   | Beriev Be-8                         |
| Mongol      | mongolo                 | Mikoyan-Gurevich MiG-21U            |
| Moose       | alce                    | Yakovlev Yak-11                     |
| Mop         | spazzolone              | G.S.T., Consolidated PBY-5          |
| Moss        | muschio                 | Tupolev Tu-126                      |
| Mote        | granellino di polvere   | Beriev MBR-2                        |
| Moujik      | mugico                  | Sukhoi Su-7U o Sukhoi Su-17U        |
| Mouse       | topo                    | Yakovlev Yak-18M                    |
| Mug         | boccale                 | Beriev MDR-6 o Be-4                 |
| Mule        | mulo                    | Polikarpov Po-2                     |
| Mystic      | mistico                 | Myasishchev M-17 o Myasishchev M-55 |

### Radar e avionica
| Back Net       | Radar di sorveglianza usato con il missile SA-5 Gammon               |
| Band Stand     | Radar del missile SS-N-7                                             |
| Bar Lock       | Radar di sorveglianza usato con il missile SA-5 Gammon               |
| Bee Hind       | Radar collimatore per la torretta posteriore del Tupolev Tu-95       |
| Big Bulge      | Radar del Tupolev Tu-95 Bear D e del Kamov Ka-25 Hormone B           |
| Big Nose       | Radar del Tupolev Tu-28P Fiddler                                     |
| Box Tail       | Radar d'allerta del Tupolev Tu-95 e del Tupolev Tu-22M               |
| Cat House      | Radar associato allo ABM-1                                           |
| Clam Pipe      | Radar sul muso del Tu-95MS Bear H                                    |
| Crown Drum     | Radar sul muso del Tu-95 Bear B                                      |
| Dog House      | Radar d'allerta a medio raggio per lo ABM-1                          |
| Down Beat      | Radar sul muso del Tu-95 Bear G e Radar sul muso del Tu-22M Backfire |
| Fan Song       | Radar associato allo SA-2 Guideline                                  |
| Fire Can       | Radar associato alle batterie contraeree da 57 mm e da 85 mm.        |
| Flap Wheel     | Radar associato alle batterie contraeree da 130 mm.                  |
| Flash Dance    | Radar del MiG-31                                                     |
| Flat Face      | Radar associato allo SA-3 Goa e allo SA-5 Gammon                     |
| Flat Jack      | Radar sul muso del Tupolev Tu-126 Moss                               |
| Fox Fire       | Radar del MiG-25                                                     |
| Gun Dish       | Radar delle batterie antiaeree ZSU-23-4 e ZSU-57-2                   |
| Head Light     | Radar associato allo SA-N-3 Goblet                                   |
| Head Net       | Radar di sorveglianza imbarcato                                      |
| Hen House      | Radar di primo allarme terrestre                                     |
| High Fix       | Radar del Sukhoj Su-17 Fitter C e dei primi MiG-21                   |
| High Lark      | Radar del MiG-23                                                     |
| High Lune      | Radar del radioaltimetro dello SA-N-2 Guideline                      |
| Jay Bird       | Radar dell'addestratore MiG-25U e del MiG-21MF                       |
| Long Track     | Radar di sorveglianza associato con gli SA-4 e gli SA-6              |
| Low Blow       | Radar associato allo SA-3                                            |
| Pat Hand       | Radar associato con gli SA-4 e gli SA-6                              |
| Peel Group     | Radar dello SA-N-1 Goa                                               |
| Pop Group      | Radar dello SA-N-4                                                   |
| Puff Ball      | Radar di sorveglianza del Tupolev Tu-16                              |
| Scan Odd       | Radar Izumrud del MiG-19                                             |
| Scan Fix       | Radar Izumrud del MiG-17                                             |
| Scan Three     | Radar dello Yakovlev Yak-25                                          |
| Sheet Bend     | Radar del missile da crociera SSC-2B Samlet                          |
| Short Horn     | Radar di navigazione e bombardamento del Tupolev Tu-95 Bear H        |
| Short Horn     | Radar di scoperta del Kamov Ka-25 Hormone A                          |
| Side Net       | Radar del radioaltimetro dello SA-5                                  |
| Skip Spin      | Radar dello Yakovlev Yak-28P del Sukhoi Su-9 e del Sukhoi Su-15      |
| Slim Net       | Radar missilistico                                                   |
| Slot Black     | Radar del MiG-29                                                     |
| Spin Scan      | Radar R1L montato su alcune versioni del MiG-21                      |
| Spoon Rest     | Radar di primo allarme                                               |
| Square Pair    | Radar di inseguimento del SA-5                                       |
| Straight Flush | Radar per lo SA-6                                                    |
| Tall King      | Radar terrestre                                                      |
| Top Sail       | Radar di sorveglianza associato allo SA-N-3 Goblet                   |
| Try Add        | Radar di terra associato con lo ABM-1 Galosh                         |
| Twin Scan      | Radar del Sukhoj Su-21 Flagon E                                      |
| Yo-yo          | Radar per lo SA-1 Guild                                              |

### Primi avvistamenti di macchine sperimentali
Il Dipartimento della Difesa assegnava agli aeroplani sovietici o cinesi, scoperti da pattugliatori o da satelliti e non ancora identificati, in via preliminare, un codice che dipendeva dalla posizione dell'avvistamento, seguito da una lettera sequenziale.

#### Mar Caspio
| CASP-A | Alexeev KM            |
| CASP-B | Alexeev A-90 Orlyonok |

#### Fabbrica di Kazan'
| KAZ-A | Tupolev Tu-22MO |

#### Novosibirsk
| NOVO-A | ?            |
| NOVO-B | ?            |
| NOVO-C | Sukhoi T-60S |

#### Ramenskoye
(55 33' N - 38 10' E)
| RAM-A | ?                            |
| RAM-B | ?                            |
| RAM-C | ?                            |
| RAM-D | ?                            |
| RAM-E | ?                            |
| RAM-F | ?                            |
| RAM-G | Yakovlev Yak-38              |
| RAM-H | Tupolev Tu-144               |
| RAM-I | non usato                    |
| RAM-J | Sukhoi T-8                   |
| RAM-K | Sukhoi T-10                  |
| RAM-L | Mikoyan MiG-29               |
| RAM-M | Myasishchev M-17 Stratosfera |
| RAM-N | Ilyushin Il-102              |
| RAM-O | non usato                    |
| RAM-P | Tupolev Tu-160               |
| RAM-Q | non usato                    |
| RAM-R | Buran                        |
| RAM-S | ?                            |
| RAM-T | Yakovlev Yak-141             |

#### SibNIA
Сибирский Научный Институт Авиации Istituto scientifico siberiano di aviazione
| Sib-A | Sukhoi FSW |

#### Taganrog
(47 12' N - 38 56' E)
| TAG-A | Beriev/Bartini VVA-14 |
| TAG-B | ?                     |
| TAG-C | ?                     |
| TAG-D | Beriev A-40           |

#### Harbin
| HARB-A | Harbin SH-5 |

#### Nanchang
| NAN-A | ? |
| NAN-B | ? |

#### Xi'an
| XIAN-A | Shenyang J-8 |

### Nomi in codice NATO per i sottomarini
La NATO impiegava l'alfabeto fonetico per designare e identificare il naviglio da immersione del blocco comunista, senza un ordine particolare (per esempio la classe chiamata "Alfa" è stata scoperta nel 1969, ben dopo la classe "Whiskey", del 1951). Dato che i sottomarini erano considerati mezzi di importanza strategica capitale per la marina sovietica (anche per questo motivo la loro progettazione e costruzione era assai abbondante), tutte le 26 lettere dell'alfabeto si esaurirono nel 1985.
In quell'anno vennero adottati nuovi nomi e le due successive classi vennero designate Akula (акула, pescecane in russo) e Beluga (белуга, storione). È importante notare che questi nomi non sono versioni latinizzate del nome originale sovietico.
Le uniche due eccezioni allo schema alfabetico dei nomi in codice furono i nomi assegnati alla classe Whale ("Balena") e Typhoon ("Tifone"). Sembra che il nome Typhoon venne assegnato a causa di un discorso di Brežnev del 1974 nel quale menzionò un nuovo SSBN (sottomarino nucleare) chiamato Тайфун (appunto tifone). In realtà il vero nome della classe Typhoon è classe Akula.
| Codice ASCC            | Tipo    | Denominazione originale                       | Battelli costruiti | Entrato in servizio |
| ---------------------- | ------- | --------------------------------------------- | ------------------ | ------------------- |
| Alfa                   | SSN     | Проект 705                                    | 7                  | 1971                |
| Bravo                  | SST-SSK | Проект 690 - Кефаль (cefalo)                  | 4                  | 1968                |
| Charlie I              | SSGN    | Проект 670                                    | 12                 | 1968                |
| Charlie II             | SSGN    | Проект 670                                    | 8                  | 1973                |
| Delta I                | SSBN    | Проект 667Б - Мурена - (murena)               | 18                 | 1972                |
| Delta II               | SSBN    | Проект 667БР                                  | 4                  | 1974                |
| Delta III              | SSBN    | Проект 667БДР - Кальмар (calamaro)            | 14                 | 1975                |
| Delta IV               | SSBN    | Проект 667БДРМ - Дельфин (delfino)            | 8                  | 1984                |
| Echo I                 | SSGN    | Проект 659                                    | 5                  | 1960                |
| Echo II                | SSGN    | Проект 675                                    | 29                 | 1962                |
| Foxtrot                | SSK     | Проект 641                                    | 62 + 17 esp.       | 1958                |
| Golf I                 | SSBK    | Проект 629                                    | 20                 | 1958                |
| Golf II                | SSBK    | Проект 629                                    | 13 conv.           | 1967                |
| Golf III               | SSBK    | Проект 629                                    | 1 conv.            | 1969                |
| Golf IV                | SSBK    | Проект 629                                    | 1 conv.            | 1969                |
| Golf V                 | SSBK    | Проект 629                                    | 1 conv.            | 1976                |
| Hotel I                | SSBN    | Проект 658                                    | 8 o 9              | 1959                |
| Hotel II               | SSBN    | Проект 658                                    | 8 conv.            | 1963                |
| Hotel III              | SSBN    | Проект 658                                    | 1 conv.            | 1968                |
| India                  | YSS     | Проект 940 - Ленок (un tipo di salmone)       | 2                  | 1976                |
| Juliett                | SSGK    | Проект 651                                    | 16                 | 1962                |
| Kilo                   | SSK     | Проект 877                                    | 21 + 21 esp.       | 1980                |
| Lima                   | SSK     | Проект 1840                                   | 1                  | 1980                |
| Mike                   | SSN     | Проект 845                                    | 1                  | 1985                |
| November               | SSN     | Проект 627                                    | 8 o 10             | 1958                |
| Oscar I                | SSGN    | Проект 649 - Гранит (granito)                 | 2                  | 1981                |
| Oscar II               | SSGN    | Проект 649А - Антей (Anteo)                   | 7                  | 1986                |
| Papa                   | SSGN    | Проект 661                                    | 1                  | 1973                |
| Quebec                 | SSK     | Проект 615                                    | 40                 | 1954                |
| Romeo                  | SSK     | Проект 633                                    | 20                 | 1958                |
| Sierra I               | SSN     | Проект 945А - Барракуда (barracuda)           | 2                  | 1984                |
| Sierra II              | SSN     | Проект 945Б                                   | 1                  | 1990                |
| Tango                  | SSK     | Проект 641B - Сом (pesce gatto, pesce siluro) | 18 o 20            | 1973                |
| Uniform, poi Victor II | SSN     | Проект 671РТ (671RT)                          | 7                  | 1972                |
| Victor I               | SSN     | Проект 671                                    | 16                 | 1967                |
| Victor II              | SSN     | Проект 671РТ (671RT)                          | 7                  | 1972                |
| Victor III             | SSN     | Проект 671РТМ                                 | 25                 | 1979                |
| Whiskey                | SSN     | Проект 613                                    | 236                | 1950                |
| X-Ray                  | SSN     | Проект 678                                    | 1                  | 1985                |
| Yankee I               | SSBN    | Проект 667                                    | 34                 | 1968                |
| Yankee II              | SSBN    | Проект 667                                    | 1 conv.            | 1976                |
| Zulu                   | SSK     | Проект 611                                    | 28                 | 1952                |
| Typhoon                | SSBN    | Проект 941 - Акула (squalo)                   | 6                  | 1982                |
| Akula                  | SSN     | Проект 971                                    | 7                  | 1985                |
| Akula II               | SSN     | Проект 971A / 971M Щука-Б (luccio)            | 2                  | 1995                |
| Beluga                 | SSA     | Проект 1710 - Макрель (sgombro)               | 1                  | 1987                |
| Lada                   | SSK     | Проект 677 - Лада (Armonia)                   | 4                  | 2004                |
| Borei                  | SSBN    | Проект 935 - Борей (Borea)                    | 12                 | 2007                |

### Sottomarini cinesi
| Codice ASCC | Tipo | Denominazione originale | Battelli costruiti | Entrato in servizio |
| ----------- | ---- | ----------------------- | ------------------ | ------------------- |
| Han         | SSN  | 091型核潜艇             | 5                  | 1975 ?              |
| Ming        | SS   | 035型核潜艇             | 21 ?               | 1971                |
| Xia         | SSBN | 092型核潜艇             | 1                  | 1987                |
| Song        | SSK  | 093型核潜艇             | 10                 | 1999                |
| Juan        | SSK  | 041型核潜艇             | 2                  | 2005                |
| Jin         | SSBN | 094型核潜艇             | 2-3 ?              | Sconosciuta         |

Legenda: exp. = esportati - conv. = convertiti - проект = progetto - 型核潜艇 = tipo